# Apicia laevipennis
Apicia laevipennis är en fjärilsart som beskrevs av Paul Dognin 1908. Apicia laevipennis ingår i släktet Apicia och familjen mätare. Inga underarter finns listade i Catalogue of Life.